# Lars Åberg (Kirchenmusiker)
Lars Gustaf Johannes Åberg (* 27. März 1948 in Överluleå, Schweden) ist ein schwedischer Organist, Chorleiter und Komponist.

## Leben
Lars Åbergs Eltern sind Kuno Åberg und Gunborg Lundström. Der Kirchenmusiker Mats Åberg ist sein Bruder. Er wuchs in Vittangi bei Kiruna in Lappland auf, wo sein Vater Pfarrer war. Hier erlernte er Orgel und übte seine ersten Orgeldienste aus. Zum Kirchenmusiker wurde er an der gemeinnützigen Stiftung Stora Sköndal und an der Königlichen Musikhochschule Stockholm ausgebildet. Nach mehreren Anstellungen als Kirchenmusiker an verschiedenen Kirchen in Schweden war er von 2000 bis 2015 Organist am Dom zu Linköping. In dieser Zeit war er verantwortlich für die Dommusik und veranstalte an Wochenenden eine mittägliche Konzertreihe sowie jährlich im August eine Kammermusikreihe im Dom.

## Werke (Auswahl)
Lars Åberg schrieb einige Kirchenlieder wie die Musik zu Lever vi, så lever vi för Herren, das 1986 ins Schwedische Kirchengesangbuch aufgenommen wurde. Daneben schrieb er diverse Kompositionen und Arrangements für Chor und Orgel.
- Psaltaren 46 für vierstimmigen, gemischten Chor a capella, Incipit: Gud är vår tillflykt, Wessman, 1998 OCLC 1016174718
- Psaltaren 119 : Sexagesima, für vierstimmigen, gemischten Chor a capella, Incipit: Jag ska begrunda dina befallningar. Wessman, Slite, 2001 OCLC 1016174718
- zusammen mit Johan Broder: Jubilate, sånger från Taizé, schwedische Fassung für vierstimmigen gemischten Chor von Gesängen aus Taize. Wessman, Slite, 2005 OCLC 185145927
- Frälsarkransen i toner [Der Kranz des Erlösers in Tönen], für gemischten Chor a capella, Text: Martin Lönnebo, Wessman, 2007 OCLC 942912788 I Gudspärlan II Tystnadspärlan 1 III Jagpärlan IV Doppärlan V Tystnadspärlan 2 VI Ökenpärlan VII Tystnadspärlan 3 VIII Bekymmerslöshetspärlan IX Kärlekspärlorna X Hemlighetspärla 1/Jordens pärla XI Hemlighetspärlorna XII Nattens pärla XIII Uppständelspärlan
- Psaltaren 126 für zweistimmigen Frauenchor und Orgel, Incipit: När Herren vände Sions öde. Wessman, 2017 OCLC 1128779800